# Tosxampila corrupta
Tosxampila corrupta är en fjärilsart som beskrevs av William Schaus 1896. Tosxampila corrupta ingår i släktet Tosxampila och familjen Castniidae. Inga underarter finns listade i Catalogue of Life.